# قيصوم بحري
القيصوم البحري أو الأُذُنِيَّة البَحْرِيَّة (باللاتينية: Achillea maritima) نبات عشبي معمّر يتبع جنس القيصوم من الفصيلة النجمية.

## الموئل والانتشار
ينتشر في حوض البحر الأبيض المتوسط من بلاد الشام ووادي النيل إلى المغرب العربي وتركيا وجنوب أوروبا.